# Eduardo Ducay Berdejo
Eduardo Ducay Berdejo (Zaragoza, 20 de abril de 1926 - Madrid, 18 de abril de 2016) fue un productor de cine español.

## Biografía
Interesado desde joven por el cine, en 1945 fundó el Cineclub de Zaragoza con Orencio Ortega Frisón «Merlín» y Antonio Serrano Montalvo, al tiempo que escribía crítica cinematográfica en las publicaciones Ínsula, Índice, Revista Internacional del Cine, Cinema, Otro Cine, Bianco e Nero (Roma) y Texas Quarterly.
En 1950 marchó a Madrid y colaboró en el «Tercer Programa» de Radio Nacional de España. También fundó con Juan Antonio Bardem, Paulino Garagorri y Ricardo Muñoz Suay Objetivo, revista independiente de crítica de cine. Asimismo participó en las Conversaciones de Salamanca y fue alumno de dirección en el Instituto de Investigaciones y Experiencias Cinematográficas. Así trabajó como ayudante de dirección en Novio a la vista de Luis García Berlanga y fue guionista de Fulano y Mengano, Los chicos con las chicas y ¡Dame un poco de amooor...!.
Trabajó como director del departamento de guiones en los Estudios Moro y en 1959 fundó la productora Época Films. Con ellos participó en la producción de Tristana de Luis Buñuel, que debido a la censura no fue estrenada hasta 1970. También fue director de producción de Movierecord y a partir de 1972 fue gerente de Cinetécnica, una productora especializada en cine industrial y cultural.
En 1983 fundó Classic Film Producción, con las que produciría Padre nuestro de Francisco Regueiro (1984), El bosque animado (1987) y La viuda del capitán Estrada (1991) de José Luis Cuerda, con las que recibió varios galardones. En 1994 produjo para TVE La regenta, dirigida por Fernando Méndez-Leite Serrano.
De 1988 a 1990 fue vicepresidente de la Academia de las Artes y las Ciencias Cinematográficas de España. En 2007 recibió la Medalla al Mérito Cultural del Gobierno de Aragón y en 2009 la Medalla de Oro de la Entidad de Gestión de Derechos de los Productores Audiovisuales. También fue nombrado Hijo Predilecto de Zaragoza. Poco antes de morir, Vicky Calavia dirigió el documental sobre Ducay, Eduardo Ducay. El cine que siempre estuvó ahí. 

## Traducciones
- E. Lindgren, El arte del cine, trad. de ~, Madrid, Artola, 1954;
- R. Clair, Reflexiones, trad. de ~, Madrid, Artola, 1955;
- K. Reisz, Técnica del montaje, trad. de ~, Madrid, Taurus, 1957;
- J. Halas y R. Manvell, Técnica del cine animado, trad. de ~, Madrid, Taurus, 1969;

## Filmografía
Como director
- Camino de Santiago de los franceses (1955)
- Carta de Sanabria (1955)
- Nuevo arte cristiano (1951)

Como guionista
- La viuda del capitán Estrada (1991)
- Felicidad 12 (cortometraje, 1970)
- ¡Dame un poco de amooor...! (1968)
- Los chicos con las chicas (1967)
- Camino de Santiago de los franceses (1955)
- Carta de Sanabria (1955)
- Nuevo arte cristiano (1951)